# Edmeo Lugaresi
Edmeo Lugaresi (Cesena, 30 aprile 1928 – Cesena, 26 settembre 2010) è stato un dirigente sportivo e imprenditore italiano, noto soprattutto per essere stato presidente dell'Associazione Calcio Cesena.

## Biografia
Lasciata ben presto la scuola, comincia a lavorare come garzone presso un barbiere. Nel tempo libero si dedica al ciclismo, anche a livello agonistico; al riguardo, dice di sé: "Ero un passista veloce, molto forte in volata". Tuttavia, non approda al professionismo. Abbandona l'attività agonistica a causa dello scoppio della seconda guerra mondiale. Al termine del conflitto, diviene imprenditore, aprendo una ditta di import-export di frutta e diventando uno dei più importanti esportatori italiani.

Da destra: Lugaresi accoglie sulla panchina del il tecnico emergente Marcello Lippi (1989).

Nipote di Dino Manuzzi, il presidente che condusse il Cesena fino alla Serie A, riceve dallo zio il timone della società romagnola nel 1980, dirigendola fino al 2002, quando diventa presidente il figlio Giorgio. Da allora, Edmeo è il presidente onorario della società. Negli anni novanta la Gialappa's Band lo fa oggetto di una simpatica presa in giro per il suo modo di esprimersi in un italiano spesso approssimativo; riguardo a ciò, lo stesso Edmeo dichiara: "Non è indispensabile avere una laurea e parlare bene per essere rispettato. Se hai il coraggio delle tue idee e non hai paura di dirle, guadagni la stima di tutti. E quando parlavo io, in Lega a Milano mi ascoltavano".
È morto il 26 settembre 2010 a causa di una malattia, all'età di 82 anni, all'ospedale Bufalini di Cesena.